# Leonard Skierski

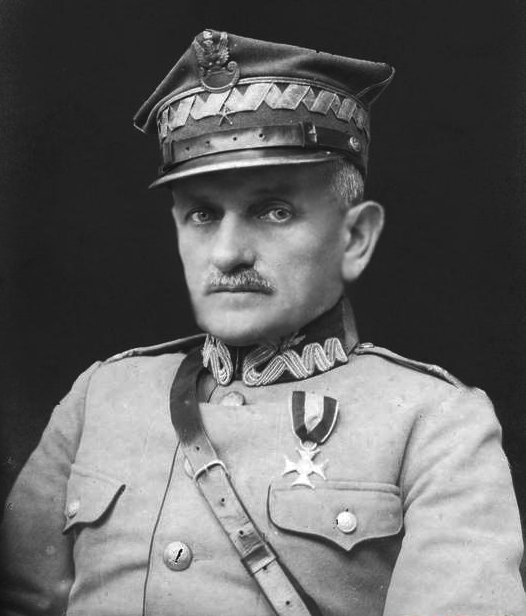
Leonard Skierski (1926)

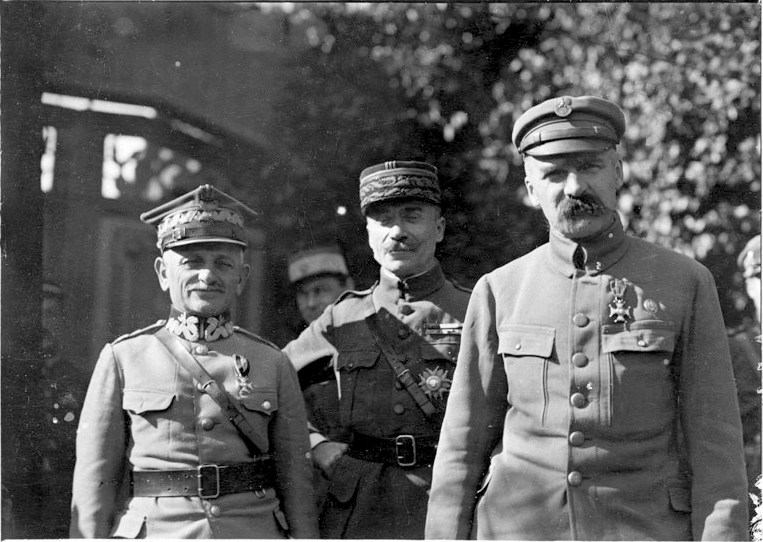
Leonard Skierski (links) mit dem französischen General Paul Henrys und dem polnischen Marschall Józef Piłsudski (1920)

Leonard Kazimierz Skierski (* 26. April 1866 in Stopnica; † April 1940 in Charkiw) war ein Generalmajor in der imperialen und der polnischen Armee. Er wurde während der Serie von Massenmorden, die als Massaker von Katyn bekannt ist, in der heutigen Ukraine von Angehörigen des NKWD ermordet.

## Leben
Skierskis Familie entstammte dem polnischen Landadel und war calvinistischen Glaubens. Sein jüngerer Bruder Stefan Skierski (1873–1948) war Bischof der evangelisch-lutherischen Kirche in Polen.
Nach seinem Abitur in Kielce absolvierte Skierski 1887 die Militärakademie in Sankt Petersburg. Im Ersten Weltkrieg war er Oberst der Artillerie der imperialen Armee. Während der Februarrevolution 1917 wurde er von den Bolschewisten inhaftiert. Nach gelungener Flucht schloss er sich General Eugeniusz de Henning-Michaelis an und kämpfte bis 1918 auf Seiten der Weißen Bewegung.
Nach der Wiedererlangung der polnischen Unabhängigkeit wurde er 1919 Offizier in der polnischen Armee. Im Polnisch-Sowjetischen Krieg zählte er 1920 zu den führenden Köpfen der Verteidigungsschlachten gegen die Rote Armee und schloss sich während des Maiputsches 1926 Marschall Józef Piłsudski an.
Nach seiner Pension wurde Skierski 1936 zum Vorsitzenden der Synode der evangelisch-lutherischen Kirche gewählt. Für seine militärischen Dienste erhielt er unter anderem die Orden Virtuti Militari und Polonia Restituta. Über dies war Skierski Mitglied der Ehrenlegion.

## Ermordung
Ab 17. September 1939 besuchte Skierski gemeinsam mit seiner Frau und einem Bekannten den mit ihm befreundeten General Stanisław Dowoyno-Sołłohub auf dessen Landsitz nahe Kobryń. Am 20. September 1939 suchten Angehörige des NKWD die Gesellschaft auf und erschossen vor den Augen der Anwesenden Dowoyno-Sołłohub. Anschließend nahmen sie Skierski mit, der zunächst in der Nähe von Luhansk inhaftiert und schließlich im April 1940 in Charkiw per Kopfschuss hingerichtet wurde. Sein Leichnam wurde in Pjatychatky verscharrt.